# Haruna Niyonzima
Haruna Fadhili Niyonzima (Gisenyi, 5 febbraio 1990) è un calciatore ruandese, centrocampista del Rayon Sports.
È il primatista di presenze della nazionale ruandese.

## Palmarès

### Club

#### Competizioni nazionali
- Campionato ruandese: 4

APR: 2007, 2009, 2010, 2011
- Campionato tanzaniano: 8

Young Africans: 2011, 2012-2013, 2014-2015, 2015-2016, 2016-2017
Simba: 2017-2018, 2018-2019, 2019-2020
- Coppa di Tanzania: 2

Young Africans: 2015-2016
Simba: 2019-2020

#### Competizioni internazionali
- Coppa Kagame Inter-Club: 4

APR: 2007, 2010
Young Africans: 2011, 2012